# 311-я штурмовая авиационная дивизия
311-я штурмовая авиационная Молодечненская Краснознамённая дивизия (311-я шад) — соединение Военно-Воздушных сил (ВВС) Вооружённых Сил РККА штурмовой авиации, принимавшее участие в боевых действиях Великой Отечественной войны.

## Наименования дивизии

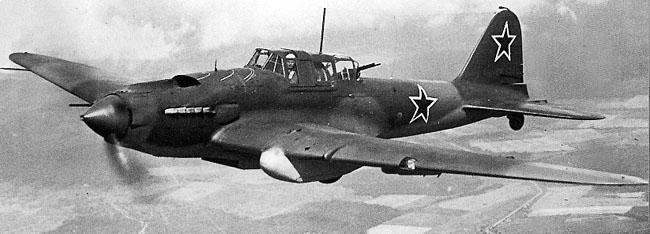
Ил-2

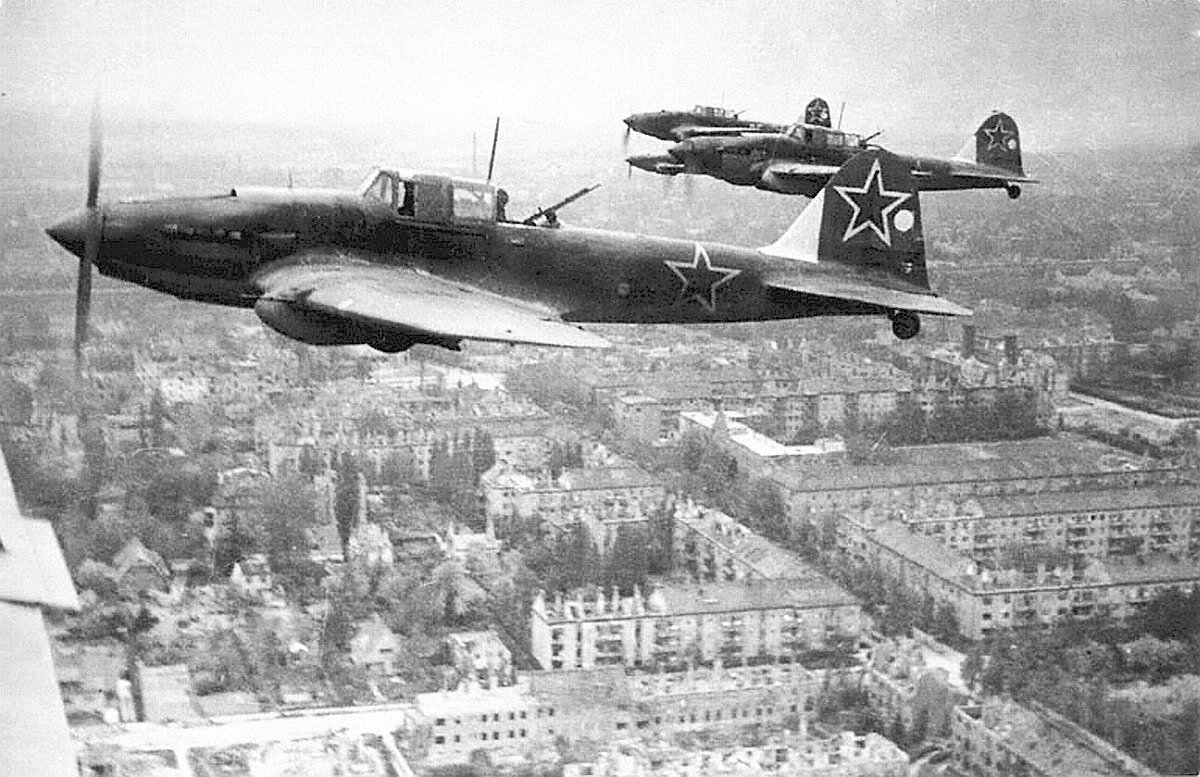
Звено Ил-2 м над Берлином в 1945 году

- 311-я штурмовая авиационная дивизия;
- 311-я штурмовая авиационная Молодечненская дивизия;
- 311-я штурмовая авиационная Молодечненская Краснознамённая дивизия;
- 311-я бомбардировочная авиационная Молодечненская Краснознамённая дивизия;
- 311-я истребительно-бомбардировочная авиационная Молодечненская Краснознамённая дивизия;
- Полевая почта 45189.

## Создание дивизии
311-я штурмовая авиационная дивизия сформирована Приказом НКО СССР в феврале 1942 года в составе 1-й воздушной армии Западного фронта.

## Переформирование дивизии
- 311-я штурмовая авиационная Молодечненская Краснознамённая дивизия 1 апреля 1956 года была передана в бомбардировочную авиацию и получила наименование 311-я бомбардировочная авиационная Молодечненская Краснознамённая дивизия.
- 311-я бомбардировочная авиационная Молодечненская Краснознамённая дивизия 1 апреля 1957 года была передана в истребительно-бомбардировочную авиацию и получила наименование 311-я истребительно-бомбардировочная авиационная Молодечненская Краснознамённая дивизия.

## Расформирование дивизии
311-я истребительно-бомбардировочная авиационная Молодечненская Краснознамённая дивизия в апреле 1960 года была расформирована в составе 26-й воздушной армии Белорусского военного округа.

## В действующей армии
В составе действующей армии:
- с 15 марта 1943 года по 9 мая 1945 года.

## Командир дивизии
| Звание                                             | Имя                         | Период                           | Примечание         |
| -------------------------------------------------- | --------------------------- | -------------------------------- | ------------------ |
| Подполковник                                       | Смирнов Алексей Андреевич   | 10.03.1943 — 26.04.1943          | Формировал дивизию |
| Полковник                                          | Троян Алексей Петрович      | 27.04.1943 — 29.07.1943          |                    |
| Полковник                                          | Васильев Василий Васильевич | 30.07.1943 — 28.08.1944          |                    |
| Подполковник                                       | Карякин Василий Георгиевич  | 29.08.1944 — 09.11.1944          |                    |
| Подполковник, Полковник                            | Заклепа Кирилл Петрович     | 10.11.1944 — 27.08.1946          |                    |
| Полковник, генерал-майор авиации (с 03.08.1953 г.) | Срулик Сергей Онуфриевич    | 26 июня 1944 г. — апрель 1954 г. |                    |
| Полковник                                          | Петров Василий Петрович     | май 1954—1958                    |                    |

## В составе объединений
| Дата          | Фронт (округ)               | Армия                | Корпус                                        | Примечания |
| ------------- | --------------------------- | -------------------- | --------------------------------------------- | ---------- |
| 15.03.1943 г. | Западный фронт              | 1-я воздушная армия  | -                                             | -          |
| 24.04.1944 г. | 3-й Белорусский фронт       | 1-я воздушная армия  | -                                             | -          |
| 09.05.1945 г. | 3-й Белорусский фронт       | 1-я воздушная армия  | -                                             | -          |
| 09.06.1945 г. | Барановичский военный округ | 1-я воздушная армия  | -                                             | -          |
| 04.02.1946 г. | Белорусский военный округ   | 1-я воздушная армия  | -                                             | -          |
| 01.06.1947 г. | Центральная группа войск    | 2-я воздушная армия  | 1-й гвардейский штурмовой авиационный корпус  | -          |
| 20.02.1949 г. | Центральная группа войск    | 59-я воздушная армия | 60-й гвардейский штурмовой авиационный корпус | -          |
| 01.04.1956 г. | Белорусский военный округ   | 26-я воздушная армия | -                                             | -          |
| 01.04.1960 г. | Белорусский военный округ   | 26-я воздушная армия | -                                             | -          |

## Части и отдельные подразделения дивизии
За весь период своего существования боевой состав дивизии не претерпевал изменения:
| Период                  | Наименование                                                     | Вооружение                     |
| ----------------------- | ---------------------------------------------------------------- | ------------------------------ |
| 18.04.1943 — 01.03.1954 | 952-й штурмовой авиационный полк                                 | Ил-2, заменён 75-м гв. шап     |
| 01.05.1943 — 01.04.1957 | 953-й штурмовой авиационный полк                                 | Ил-2, Ил-10, МиГ-15            |
| 01.05.1943 — 01.04.1957 | 956-й штурмовой авиационный полк                                 | Ил-2, Ил-10, МиГ-15            |
| 01.03.1943 — 01.04.1957 | 75-й гвардейский штурмовой авиационный полк                      | Ил-10, МиГ-15                  |
| 01.04.1957 — 01.04.1960 | 75-й гвардейский истребительно-бомбардировочный авиационный полк | МиГ-15                         |
| 01.04.1957 — 01.04.1960 | 953-й истребительно-бомбардировочный авиационный полк            | МиГ-15, передан в 1-ю гв. ибад |
| 01.04.1957 — 01.04.1960 | 956-й истребительно-бомбардировочный авиационный полк            | МиГ-15, расформирован          |

### Боевой состав на 9 мая 1945 года
| Наименование                     | Вооружение                |
| -------------------------------- | ------------------------- |
| 952-й штурмовой авиационный полк | Ил-2, (Восточная Пруссия) |
| 953-й штурмовой авиационный полк | Ил-2, (Восточная Пруссия) |
| 956-й штурмовой авиационный полк | Ил-2, (Восточная Пруссия) |

## Участие в операциях и битвах
- Ржевско-Вяземская операция — с 15 марта 1943 года по 31 марта 1943 года.
- Воздушная операция по уничтожению немецкой авиации на аэродромах — с 6 мая 1943 года по 8 мая 1943 года.
- Курская битва — с 5 июля 1943 года по 23 августа 1943 года.
- Орловская стратегическая наступательная операция «Кутузов» — с 12 июля 1943 года по 18 августа 1943 года.
- Смоленская операция «Суворов» — с 7 августа 1943 года по 2 октября 1943 года.
- Спас-Деменская операция — с 7 августа 1943 года по 20 августа 1943 года.
- Ельнинско-Дорогобужская операция — с 28 августа 1943 года по 6 сентября 1943 года.
- Смоленско-Рославльская операция — с 15 сентября 1943 года по 2 октября 1943 года.
- Белорусская операция «Багратион» — с 23 июня 1944 года по 29 августа 1944 года.
- Витебско-Оршанская операция — с 23 июня 1944 года по 28 июня 1944 года.
- Минская операция — с 29 июня 1944 года по 4 июля 1944 года.
- Вильнюсская наступательная операция — с 5 июля 1944 года по 20 июля 1944 года.
- Каунасская наступательная операция — с 28 июля 1944 года по 28 августа 1944 года.
- Прибалтийская операция — с 14 сентября 1944 года по 24 ноября 1944 года.
- Мемельская операция — с 5 октября 1944 года по 22 октября 1944 года.
- Восточно-Прусская операция — с 13 января 1945 года по 25 апреля 1945 года.
- Инстербургско-Кёнигсбергская операция — с 13 января 1945 года по 27 января 1945 года.
- Кенигсбергская операция — с 6 апреля 1945 года по 9 апреля 1945 года.
- Земландская наступательная операция — с 13 апреля 1945 года по 25 апреля 1945 года.

## Почётные наименования
- 311-й штурмовой авиационной дивизии присвоено почётное наименование «Молодечненская»[4].
- 952-му штурмовому авиационному полку присвоено почётное наименование «Оршанский»[5].
- 953-му штурмовому авиационному полку присвоено почётное наименование «Витебский»[6].
- 956-му штурмовому авиационному полку присвоено почётное наименование «Виленский»[7].

## Награды

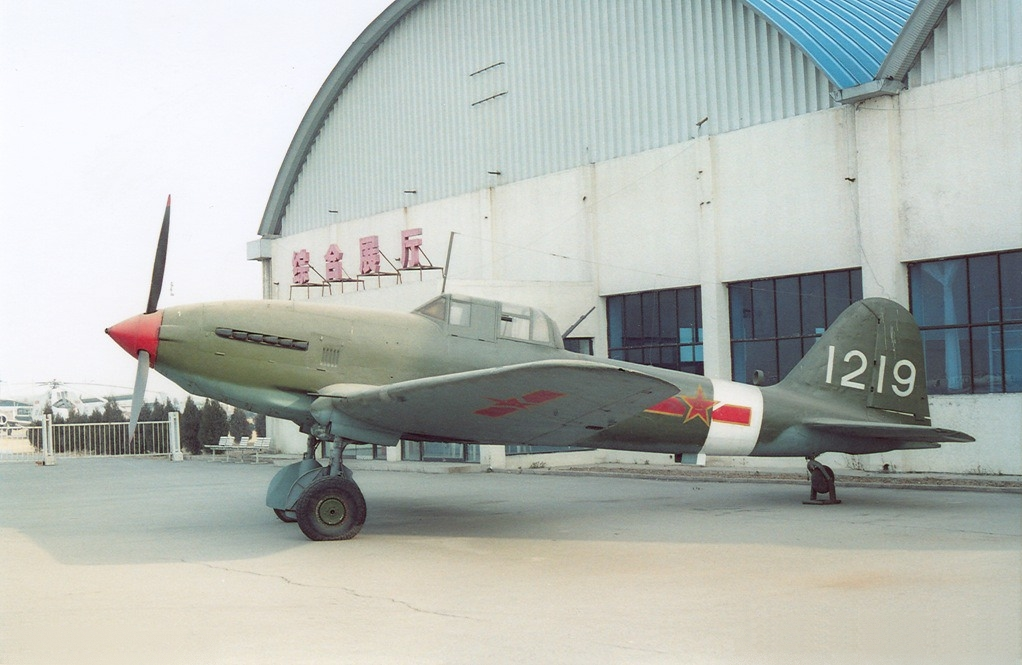
Ил-10 в музее Китая

- 311-я штурмовая авиационная дивизия награждена орденом «Боевого Красного Знамени».
- 952-й штурмовой авиационный полк Указом Президиума Верховного Совета СССР награждён орденом «Боевого Красного Знамени»
- 952-й штурмовой авиационный полк Указом Президиума Верховного Совета СССР награждён орденом «Кутузова III степени».
- 953-й штурмовой авиационный полк Указом Президиума Верховного Совета СССР награждён орденом «Суворова III степени».
- 953-й штурмовой авиационный полк Указом Президиума Верховного Совета СССР награждён орденом «Кутузова III степени».
- 956-й штурмовой авиационный полк Указом Президиума Верховного Совета СССР награждён орденом «Суворова III степени».
- 956-й штурмовой авиационный полк Указом Президиума Верховного Совета СССР награждён орденом «Кутузова III степени».

## Благодарности Верховного Главнокомандующего
Воинам дивизии объявлены благодарности Верховного Главнокомандующего:
- За овладение городом Минск[8].
- За овладение городом Вильнюс[9].
- За форсирование реки Неман[10].
- За овладение городом и крепостью Каунас (Ковно)[11].
- За прорыв обороны противника северо-западнее и юго-западнее города Шяуляй и овладении важными опорными пунктами обороны немцев Телыпай, Плунгяны, Мажейкяй, Тришкяй, Тиркшляй, Седа, Ворни, Кельмы, а также овладении более 2000 других населённых пунктов[12]
- За прорыв обороны немцев и вторжение в пределы Восточной Пруссии[13]
- За прорыв обороны немцев в Восточной Пруссии[14]
- За овладение городами Тильзит, Гросс-Скайсгиррен, Ауловенен, Жиллен и Каукемен[15]
- За овладение городом Гумбиннен[16].
- За овладение городом Инстербург[17]
- За овладение городами Тапиау, Алленбург, Норденбург и Летцен[18].

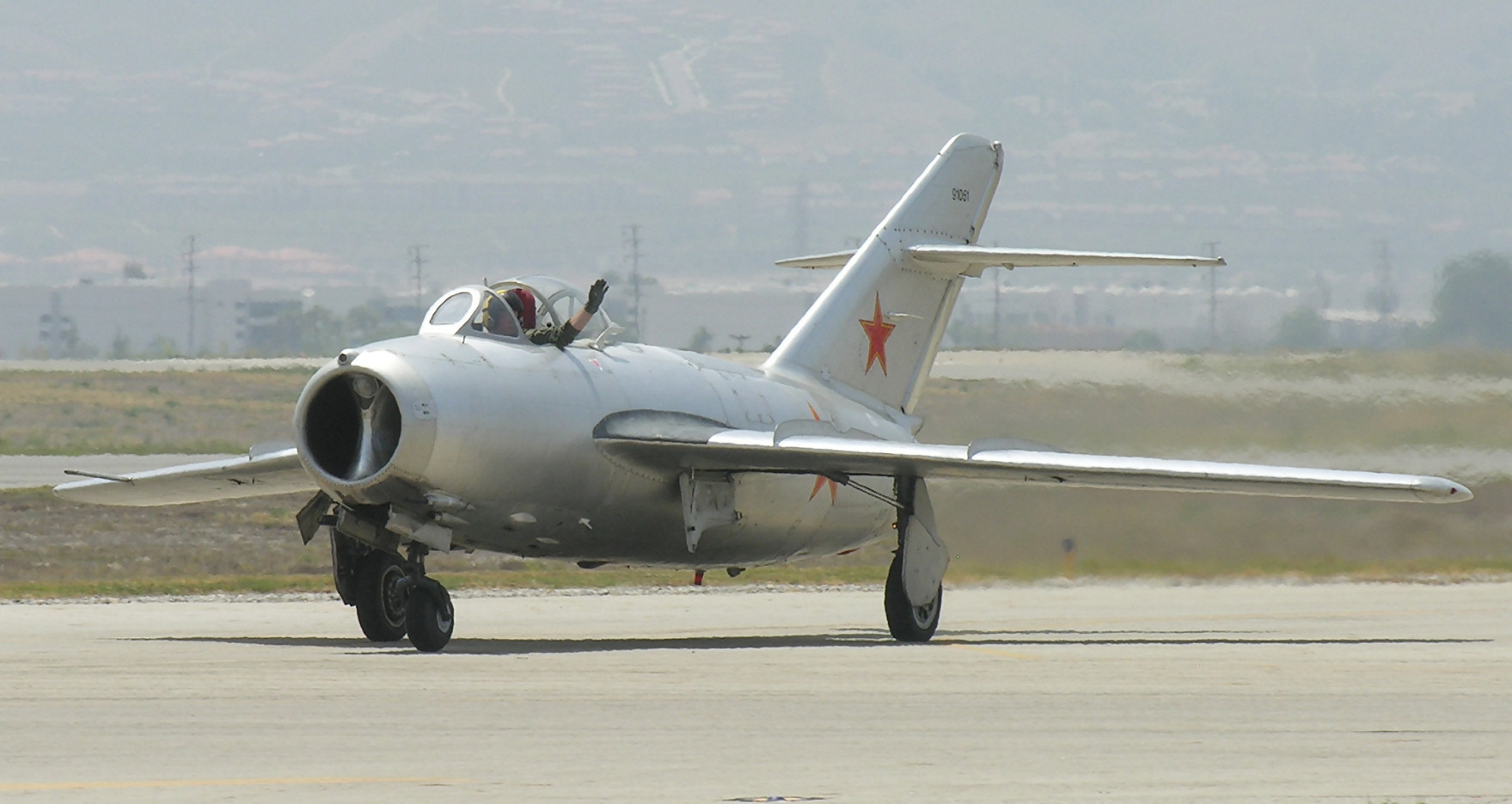
МиГ-15

- За овладение городами Хайльсберг и Фридланд[19].
- За овладение городами Вормдитт и Мельзак[20].
- За овладение городом Хайлигенбайль — последним опорным пунктом обороны немцев на побережье залива Фриш-Гаф, юго-западнее Кенигсберга[21]
- За разгром группы немецких войск юго-западнее Кенигсберга[22]
- За овладение крепостью и главным городом Восточной Пруссии Кенигсберг — стратегически важным узлом обороны немцев на Балтийском море[23]
- За овладение последним опорным пунктом обороны немцев на Земландском полуострове городом и крепостью Пиллау — крупным портом и военно-морской базой немцев на Балтийском море[24]

## Отличившиеся воины дивизии

### Герои Советского Союза
- Заклепа Кирилл Петрович, подполковник, командир 311-й штурмовой авиационной дивизии 1-й воздушной армии Указом Президиума Верховного Совета СССР от 19 апреля 1945 года удостоен звания Герой Советского Союза. Золотая Звезда № 6243.
- Ионов Анатолий Дмитриевич, капитан, заместитель командира эскадрильи 953-го штурмового авиационного полка 311-й штурмовой авиационной дивизии 1-й воздушной армии Указом Президиума Верховного Совета СССР от 29 июня 1945 года удостоен звания Герой Советского Союза. Золотая Звезда № 7986.
- Чепига Юрий Яковлевич, майор, штурман 952-го штурмового авиационного полка 311-й штурмовой авиационной дивизии 1-й воздушной армии Указом Президиума Верховного Совета СССР от 29 июня 1945 года удостоен звания Герой Советского Союза. Золотая Звезда № 8658.

### Полные кавалеры ордена Славы[25]
- Ворушин Иван Денисович, старший сержант, воздушный стрелок 953-го штурмового авиационного полка 311-й штурмовой авиационной дивизии 1-й воздушной армии 3-го Белорусского фронта. Полный кавалером ордена Славы — 29 июня 1945 года.
- Клименко, Иван Павлович, сержант, воздушный стрелок 953-го штурмового авиационного полка.
- Марченко, Павел Афанасьевич, старшина, старший воздушный стрелок 952-го штурмового авиационного полка.
- Папилов, Николай Гаврилович, старшина, воздушный стрелок-радист 956-го штурмового авиационного полка.

## Базирование
| Период            | Место базирования             |
| ----------------- | ----------------------------- |
| 08.08.1945 — 1959 | Пружаны, Брестская область    |
| 1959 — 1960       | Бобровичи, Гомельская область |